# Nemosoma maculata
Nemosoma maculata là một loài bọ cánh cứng trong họ Trogossitidae. Loài này được Dajoz miêu tả khoa học năm 1991.